# The Wrong Side of Heaven and the Righteous Side of Hell, Volume 1
The Wrong Side of Heaven and the Righteous Side of Hell, Volume 1 es el primer de los dos álbumes
de Five Finger Death Punch en 2013. Fue lanzado en 30 de julio de 2013 y debutó en la segunda ubicación del Billboard 200, siendo su mejor desempeño en los Estados Unidos, llegando a vender alrededor de 115 000 copias.

## Posicionamientos en listas de los sencillos
| Año  | Canción                | Mejor posición | Mejor posición  |
| Año  | Canción                | US Main. Rock  | US Rock Airplay |
| ---- | ---------------------- | -------------- | --------------- |
| 2013 | "Lift Me Up"           | 1              | 19              |
| 2013 | "Wrong Side of Heaven" | —              | —               |

## Lista de canciones
La "Edición estándar" es también el primer disco en la "Edición especial"; El disco 2 forma parte de "Edición especial".
| Edición estándar (Disco 1 de la Edición especial) |                                                                 |          |  |
| N.º                                               | Título                                                          | Duración |  |
| 1.                                                | «Lift Me Up» (con Rob Halford)                                  | 4:06     |  |
| 2.                                                | «Watch You Bleed»                                               | 3:43     |  |
| 3.                                                | «You»                                                           | 3:03     |  |
| 4.                                                | «Wrong Side of Heaven»                                          | 4:31     |  |
| 5.                                                | «Burn MF»                                                       | 3:37     |  |
| 6.                                                | «I.M.Sin»                                                       | 3:39     |  |
| 7.                                                | «Anywhere But Here»                                             | 3:45     |  |
| 8.                                                | «Dot Your Eyes»                                                 | 3:15     |  |
| 9.                                                | «M.I.N.E (End This Way)»                                        | 4:06     |  |
| 10.                                               | «Mama Said Knock You Out» (con Tech N9ne; canción de LL Cool J) | 2:47     |  |
| 11.                                               | «Diary of a Deadman»                                            | 4:44     |  |
| 12.                                               | «I.M.Sin» (con Max Cavalera)                                    | 3:39     |  |
| 13.                                               | «Anywhere But Here» (con Maria Brink)                           | 3:46     |  |
| 14.                                               | «Dot Your Eyes» (feat. Jamey Jasta)                             | 3:15     |  |

Purgatory (Tales from the Pit)
| Edición Deluxe (Disco 2 de Deluxe Edition; Disco 2 es un álbum en vivo) |                           |          |  |
| N.º                                                                     | Título                    | Duración |  |
| 1.                                                                      | «Intro»                   | 1:00     |  |
| 2.                                                                      | «Under and Over It»       | 4:09     |  |
| 3.                                                                      | «Burn It Down»            | 4:07     |  |
| 4.                                                                      | «American Capitalist»     | 3:33     |  |
| 5.                                                                      | «Hard to See»             | 3:45     |  |
| 6.                                                                      | «Coming Down»             | 5:07     |  |
| 7.                                                                      | «Bad Company»             | 4:57     |  |
| 8.                                                                      | «White Knuckles»          | 10:00    |  |
| 9.                                                                      | «Drum Solo»               | 4:16     |  |
| 10.                                                                     | «Far From Home»           | 2:29     |  |
| 11.                                                                     | «Never Enough»            | 3:42     |  |
| 12.                                                                     | «War Is the Answer»       | 5:44     |  |
| 13.                                                                     | «Remember Everything»     | 5:14     |  |
| 14.                                                                     | «No One Gets Left Behind» | 3:49     |  |
| 15.                                                                     | «The Bleeding»            | 7:16     |  |

## Créditos
- Ivan Moody - vocales
- Zoltan Bathory - guitarra
- Jason Hook - guitarra
- Jeremy Spencer - batería
- Chris Kael - bajo

### Adicionales
- Rob Halford - vocales en "Lift Me Up"
- Max Cavalera - vocales en "I.M.Sin"
- Jamey Jasta - vocales en "Dot Your Eyes"
- Maria Brink - vocales en "Anywhere But Here"
- Tech N9ne - vocales en "Mama Said Knock You Out"